# Molophilus priapoides
Molophilus priapoides är en tvåvingeart som beskrevs av Jaroslav Stary 1971. Molophilus priapoides ingår i släktet Molophilus och familjen småharkrankar. Inga underarter finns listade i Catalogue of Life.